# Kotoń

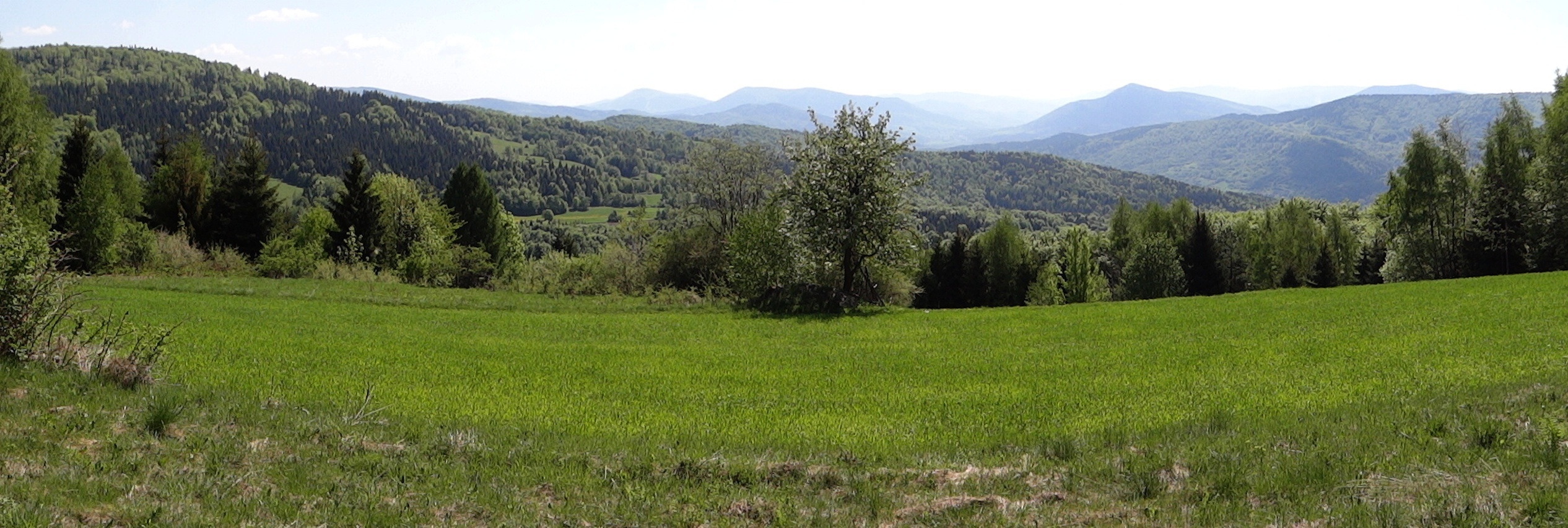
Groń, grzbiet Ostrysza i widok na Beskid Wyspowy

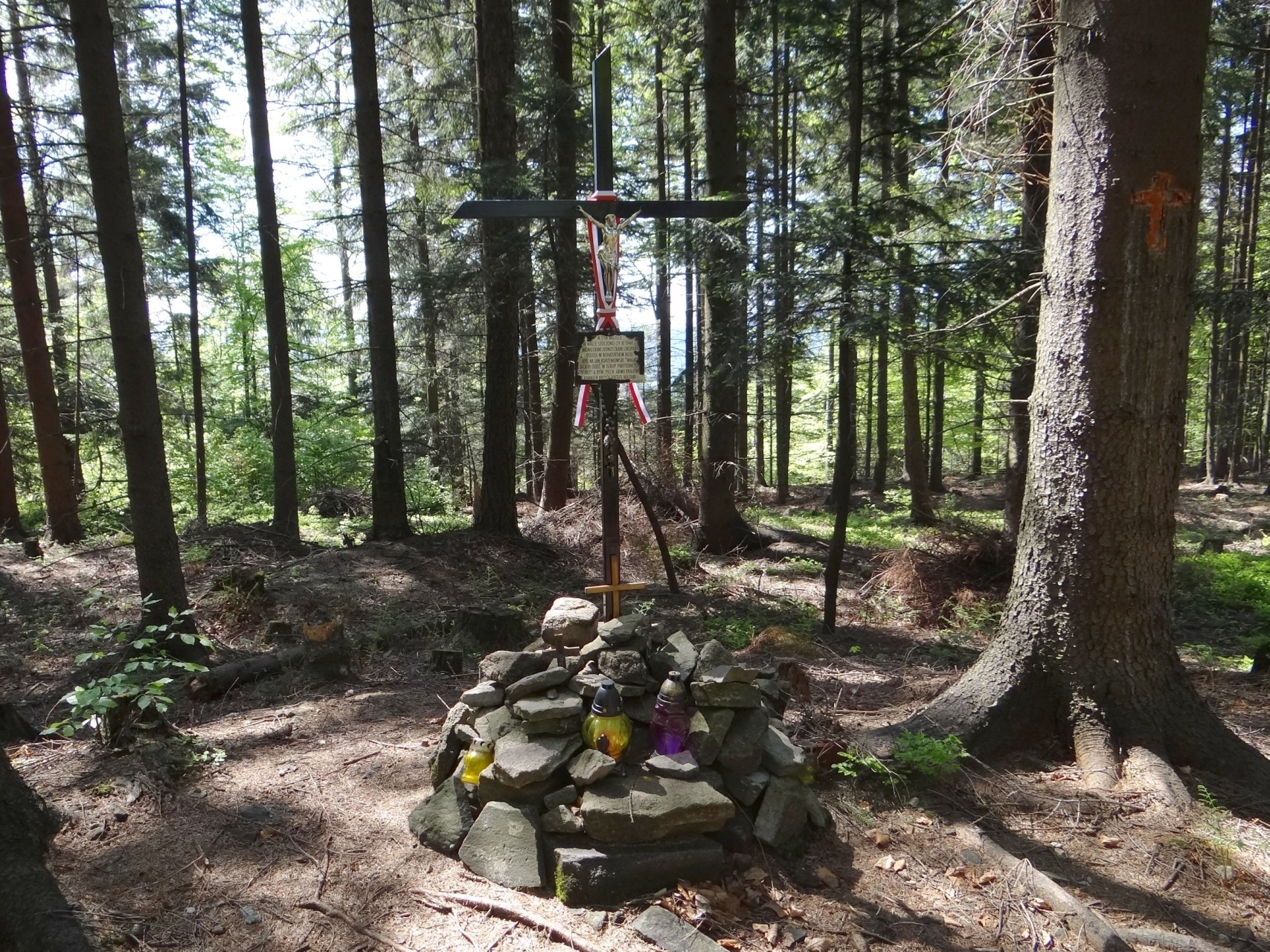
Krzyż partyzancki na grzbiecie Kotonia

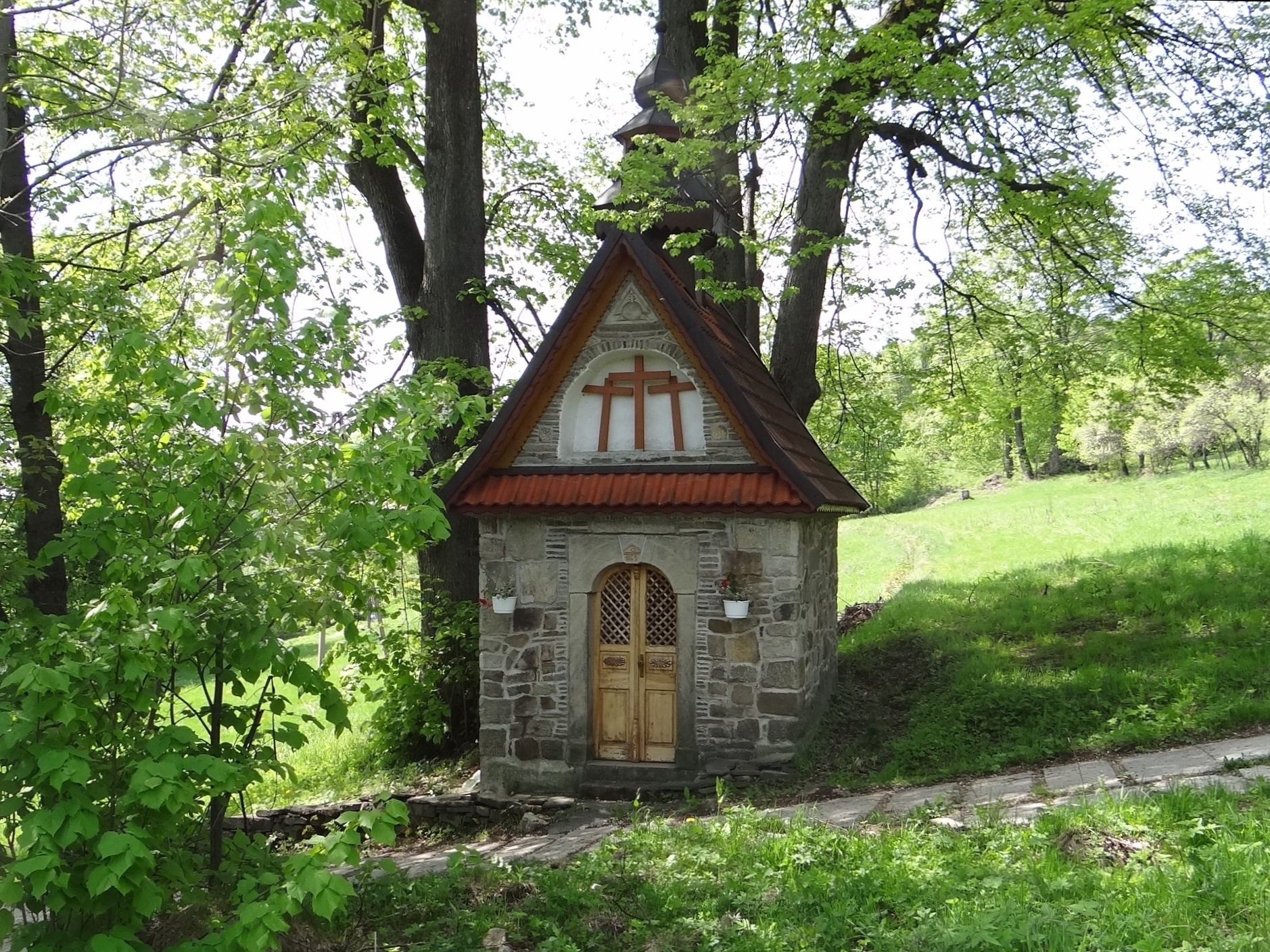
Kapliczka na stokach Jaworzyńskiego Wierchu

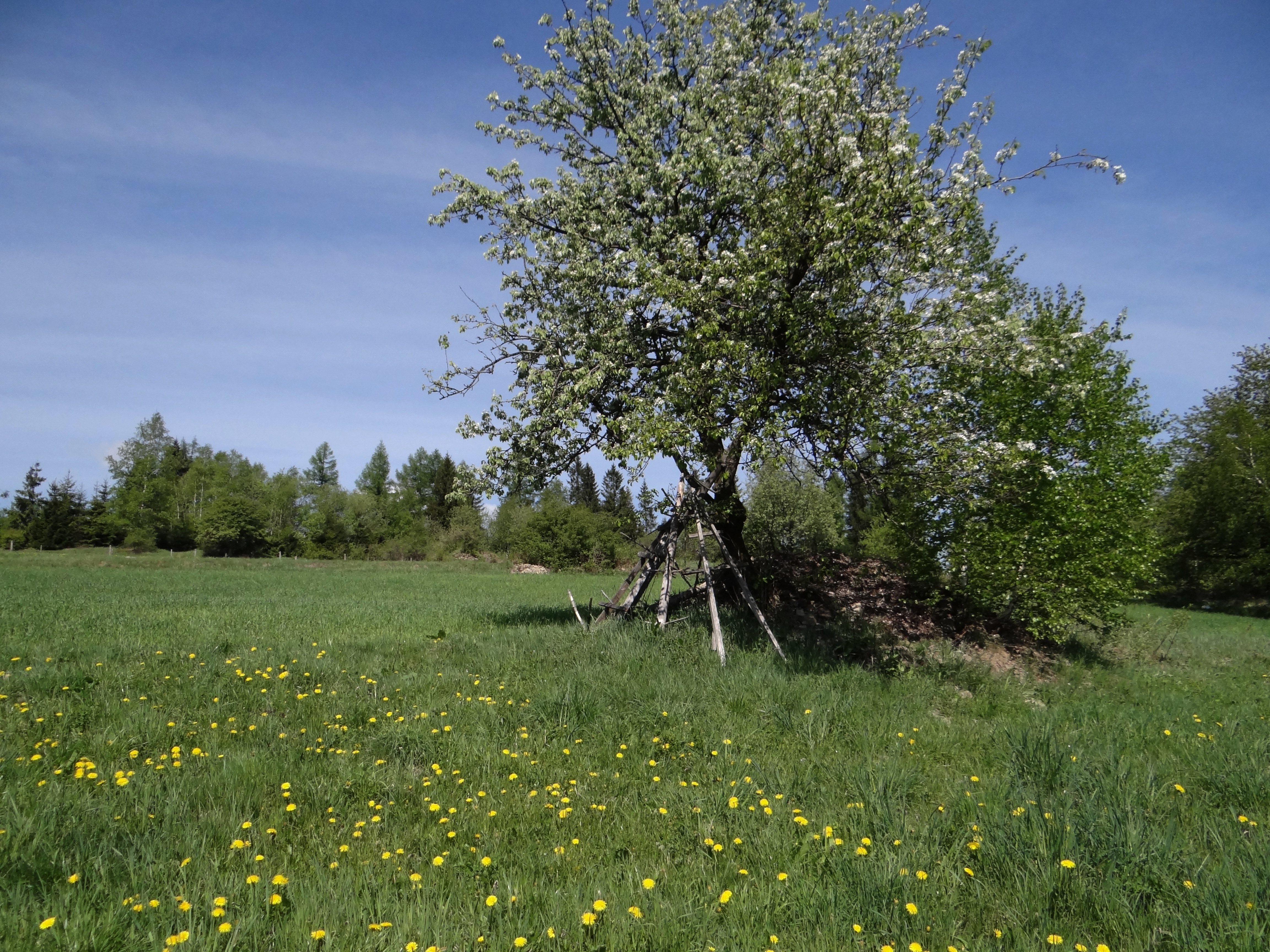
Dawne pola orne pod wierzchołkiem Jaworzyńskiego Wierchu

Kotoń – masyw górski w Beskidzie Makowskim, wchodzący w skład Pasma Koskowej Góry. Najwyższym szczytem jest Solnisko (857 m), zwane również Kotoniem. W niektórych opracowaniach masyw Kotonia nazywany jest Kotuniem.

## Topografia pasma Kotoń
Masyw Kotonia (Kotunia) tworzy pasmo o długości 18 km, szerokości około 10 km. Ciągnie się od przełęczy Dział (601 m) na zachodzie, po dolinę Raby na wschodzie. Północne, krótkie i strome stoki opadają do doliny Trzebuńki, południowe, dłuższe i bardziej łagodne, do doliny Krzczonówki. W stokach tych, zwłaszcza południowych występują boczne grzbiety, oddzielone dolinami potoków. Najdłuższy z bocznych grzbietów opada w południowo-wschodnim kierunku poprzez Ostrysz (701 m) i Góreckowo (519 m) do Pcimia. Grzbiet główny jest wyrównany. a jego najwyższa część ma wysokość około 750 m n.p.m. Jest w nim kilka mało wybitnych wierzchołków. Od zachodu na wschód są to:
- Balinka, 708 m
- Jaworzyński Wierch (Gorylka), 782 m
- Groń (Kotoń Zachodni), 766 m
- Solnisko (Kotoń), 857 m
- Gronik (Pękalówka), 839 m

## Opis pasma
Całe pasmo znajduje się w zlewni Raby. Grzbiety zbudowane są z dość odpornych na wietrzenie piaskowców magurskich. Miejscami jednak, np. po południowej stronie Jaworzyńskiego Wierchu, występują miękkie łupki. W miejscach tych powstały przełęcze. Najwyższy wierzchołek – Solnisko (zwane też Kotoniem) jest trzecim pod względem wysokości w Paśmie Koskowej Góry – 857 m. Pasmo Kotonia jest zalesione, ale od południowej i wschodniej strony wysoko, w niektórych miejscach niemal pod same wierzchołki, podchodzą pola i zabudowania miejscowości Tokarnia, Zawadka, Krzczonów i Pcim. Tuż pod wierzchołkiem Gronika znajduje się duża polana Pękalówka. Dawniej polan było znacznie więcej, jednak z powodu nieopłacalności zaprzestano ich użytkowania i stopniowo zarastają lasem, zaś wiele dawniej ornych pól zamienia się na łąki i pastwiska.
Na północno-wschodnich stokach Kotonia, na Słowiakowej Górze, znajduje się duży głaz zwany Diabelskim Kamieniem.

## Szlaki turystyczne
Głównym grzbietem biegnie szlak żółty. Odchodzą od niego dwa szlaki łącznikowe:
 Pcim – Kotoń – Koskowa Góra – Maków Podhalański
 Zębalowa – Tokarnia – Zawadka – Dłużyca
 Groń – dolina Trzebuńki – Pasmo Babicy